# Borjúpázsit
A borjúpázsit vagy illatos borjúpázsit (Anthoxanthum odoratum) az egyszikűek (Liliopsida) osztályának perjevirágúak (Poales) rendjébe, ezen belül a perjefélék (Poaceae) családjába tartozó faj.

## Előfordulása
A borjúpázsit csaknem egész Eurázsia mérsékelt övi részein megtalálható és gyakori, egészen a 2300 méteres tengerszint feletti magasságig. Írországtól Japánig fellelhető. Északnyugat-Afrikában is őshonos. Ezt a növényfajt betelepítették Afrika többi részére, valamint Ausztráliába, Észak- és Dél-Amerikába. E növényfaj előfordul a Bükk-vidéken.

## Alfajai
- Anthoxanthum odoratum subsp. alpinum (Á. Löve & D. Löve) Tzvelev
- Anthoxanthum odoratum subsp. furumii (Honda) T.Koyama
- Anthoxanthum odoratum subsp. nipponicum (Honda) Tzvelev
- Anthoxanthum odoratum subsp. odoratum

## Megjelenése
A borjúpázsit bokros növekedésű, évelő fű, felálló, vékony vagy kissé erősebb szárakkal, melyek 10-50 centiméter magasak, 1-3 csomójúak, kopaszok, merevek. A levélnyelvecske 1-5 milliméter hosszú, tompa. A levélhüvely felül szakállszőrös, hengeres, a levéllemez viszonylag széles vállból egyenletesen keskenyedik a csúcsa felé, zöld vagy kissé sárgás, körülbelül 5 milliméter széles és 15 centiméter hosszú, lapos, elszórtan szőrös vagy csaknem kopasz. Bugavirágzata füzérszerű, fényeszöld, érés felé sárgászöld, hosszúkás tojásdad, alján gyakran szaggatott, 4-8 centiméter hosszú és 10-15 milliméter széles. A füzérkék 7-10 milliméter hosszúak. A belső pelyvalevelek alsó szálkája kiáll a füzérkéből. A növény megdörzsölve erős illatú. Magas kumarintartalma miatt nagy tömegben mérgező.

## Életmódja
A borjúpázsit kaszálókon, hegyi réteken, lápokon, világos erdőkben nő, üde vagy közepesen száraz, gyengén savanyú talajokon. A virágzási ideje áprilistól július végéig tart.

## Képek

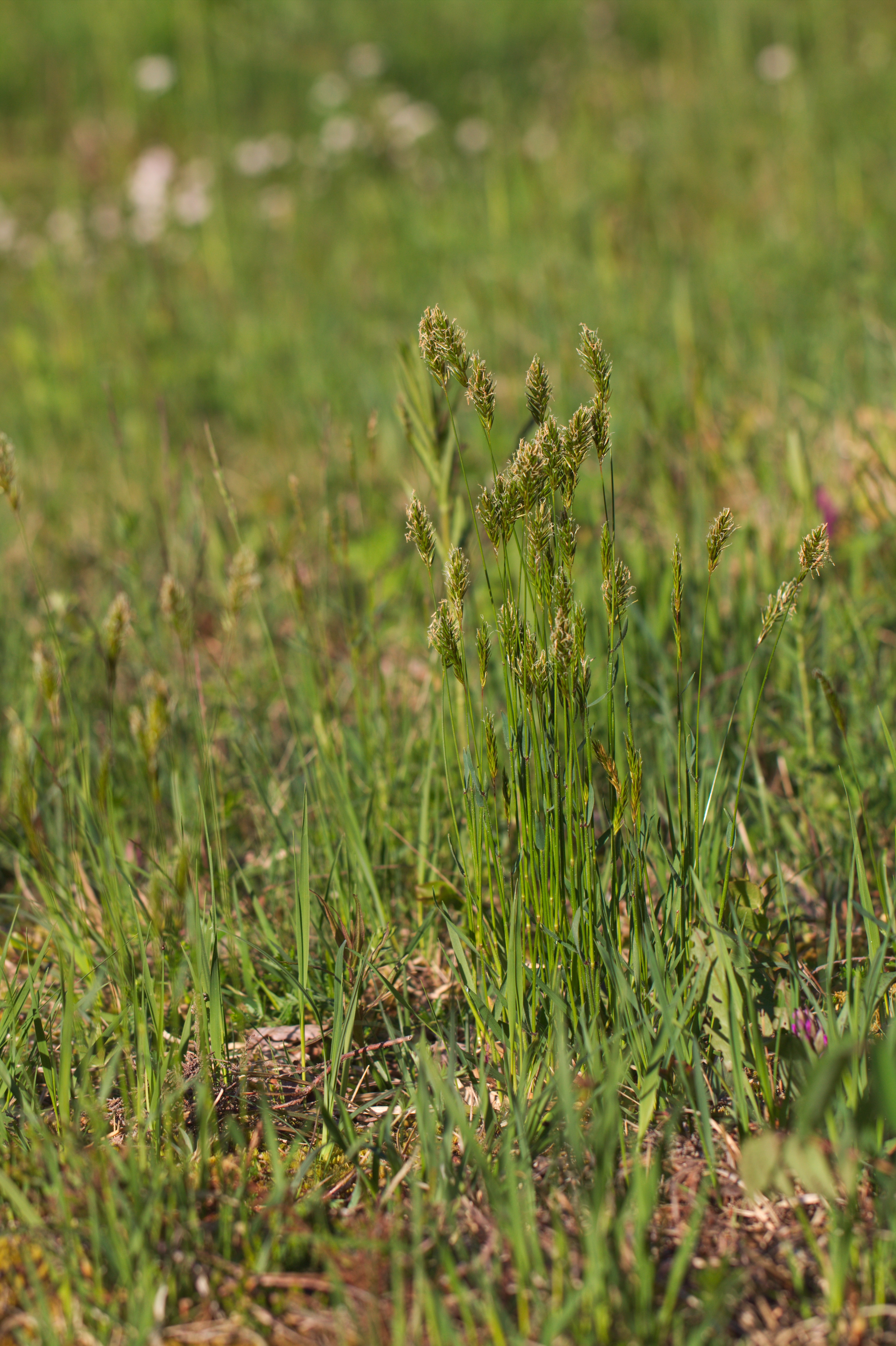
A növény
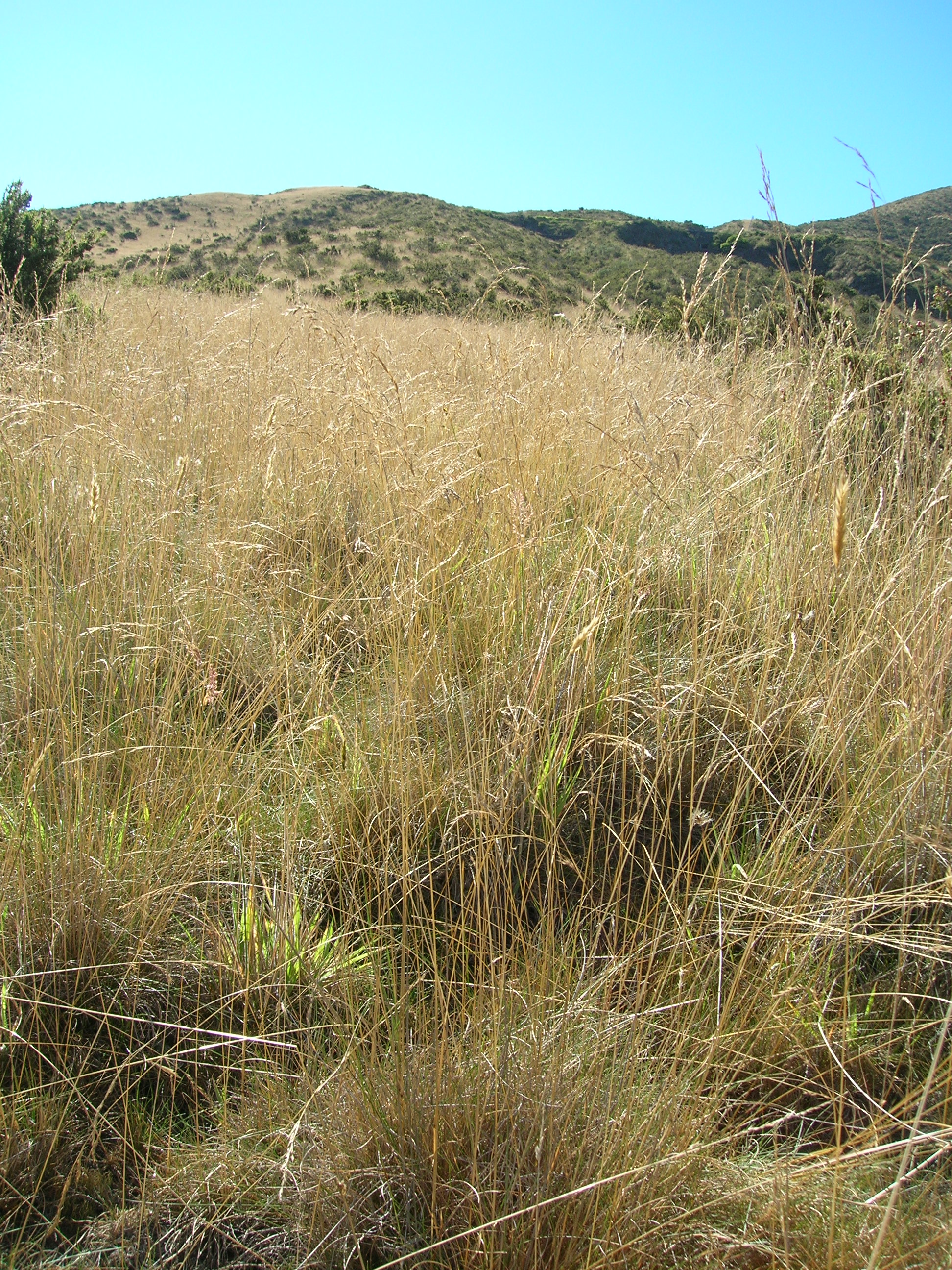
a szabad
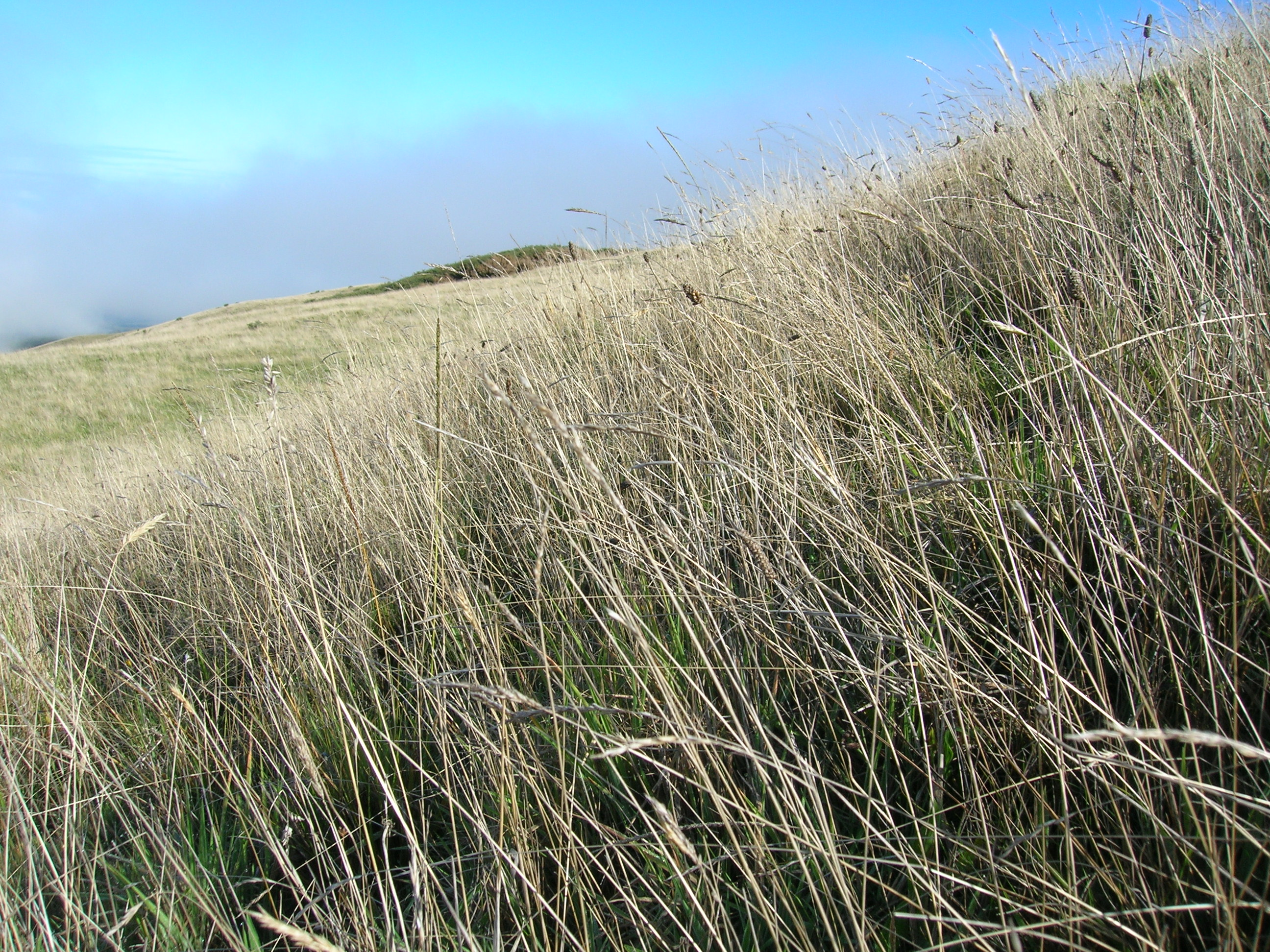
természetben
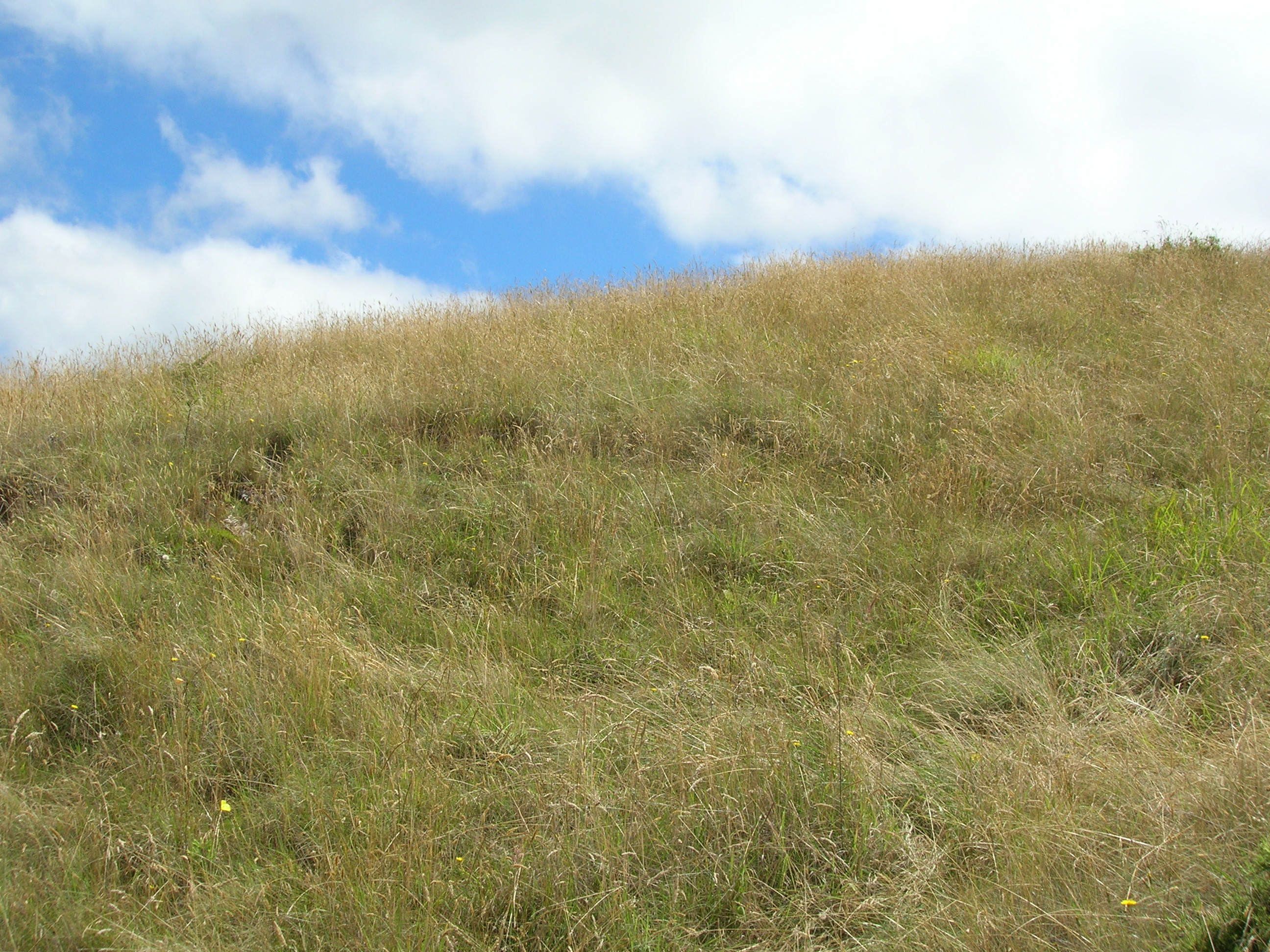
Az egész dombot benőve
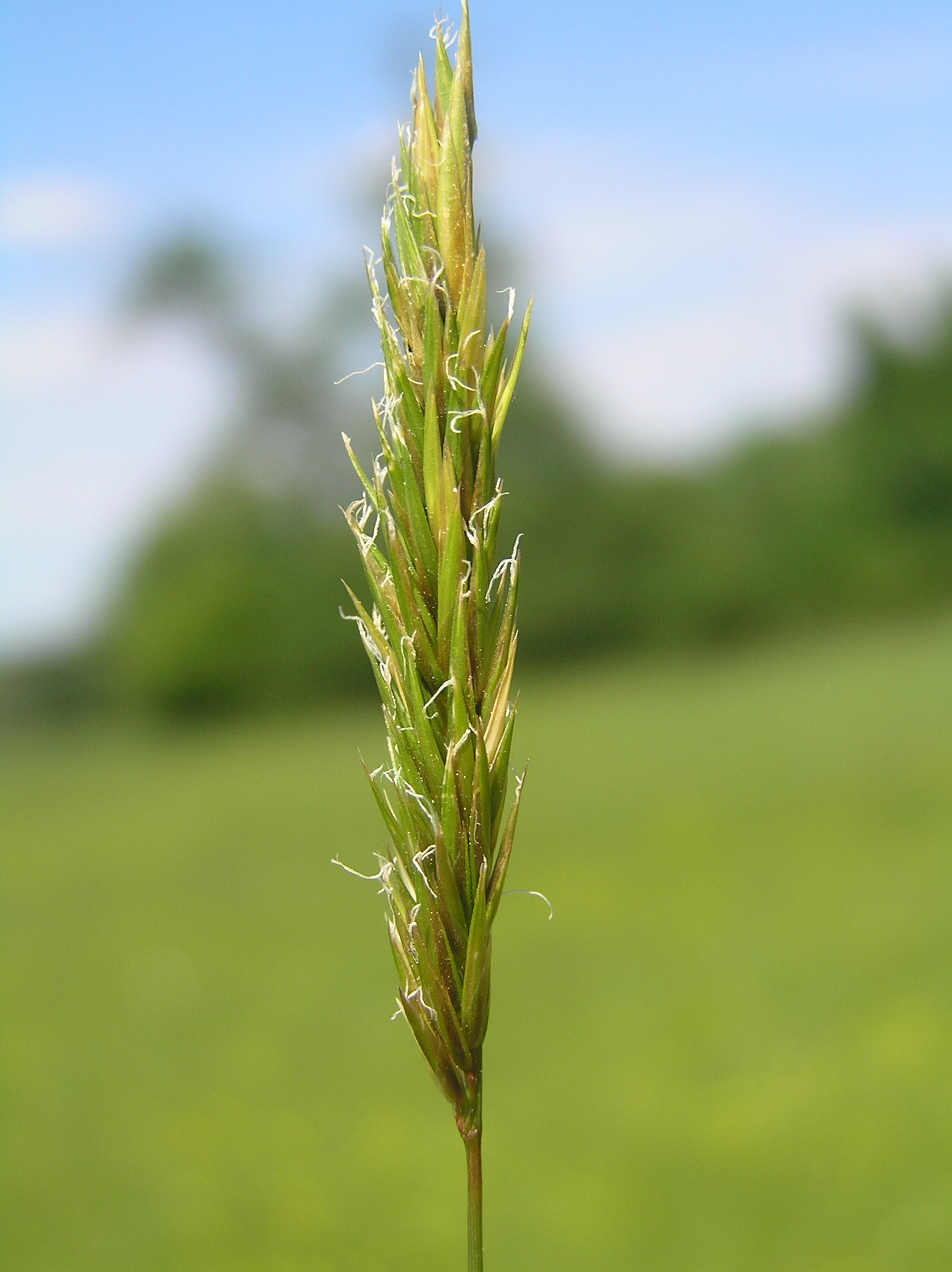
Virágzatai
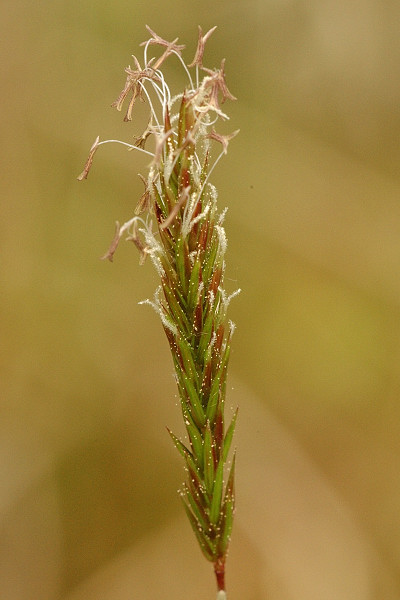
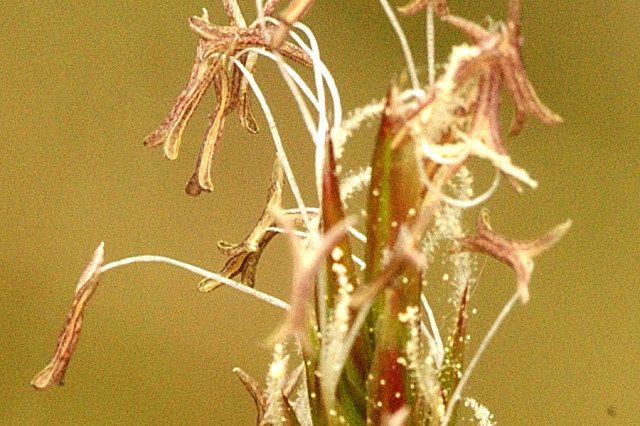
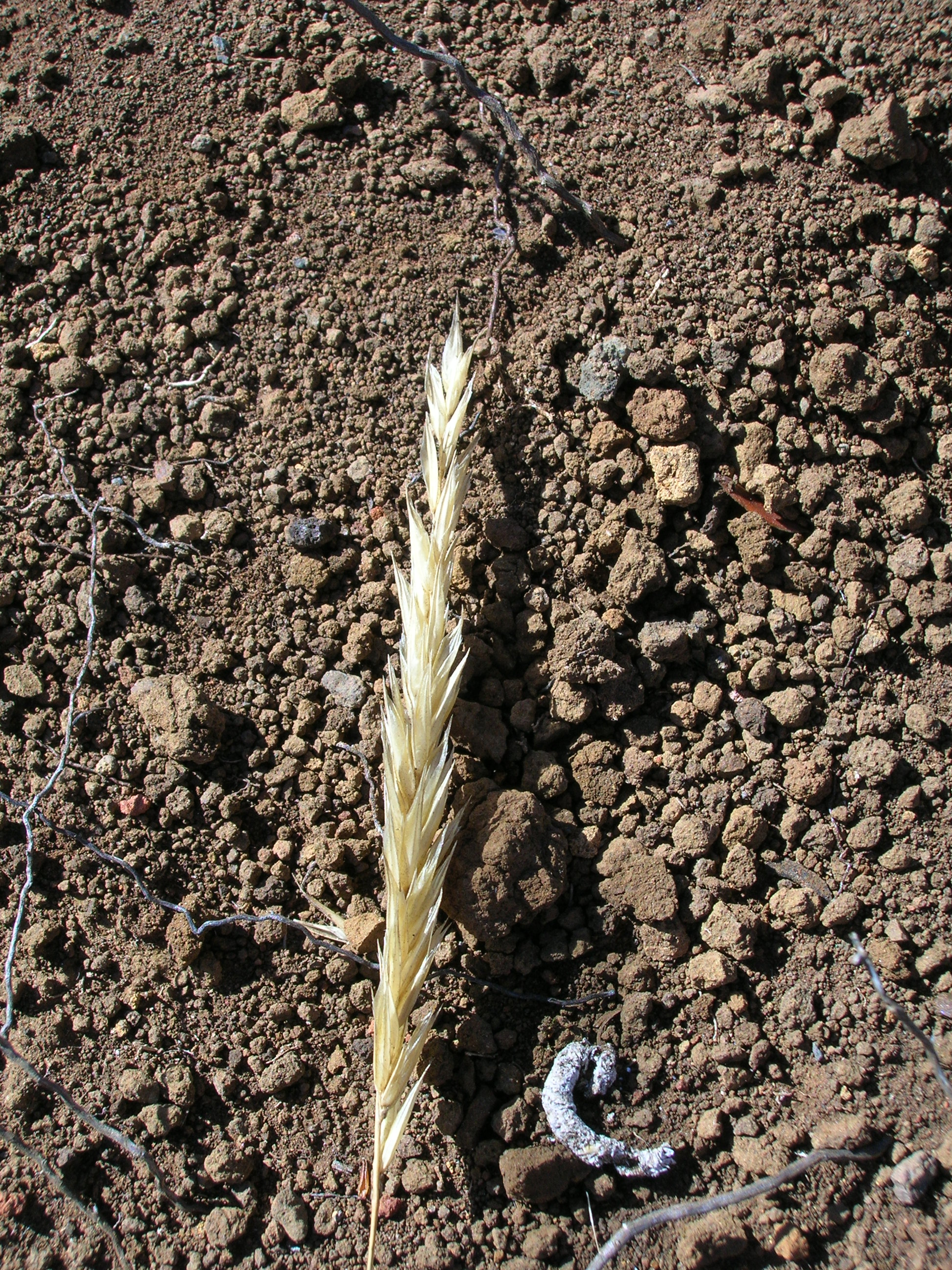
Termései
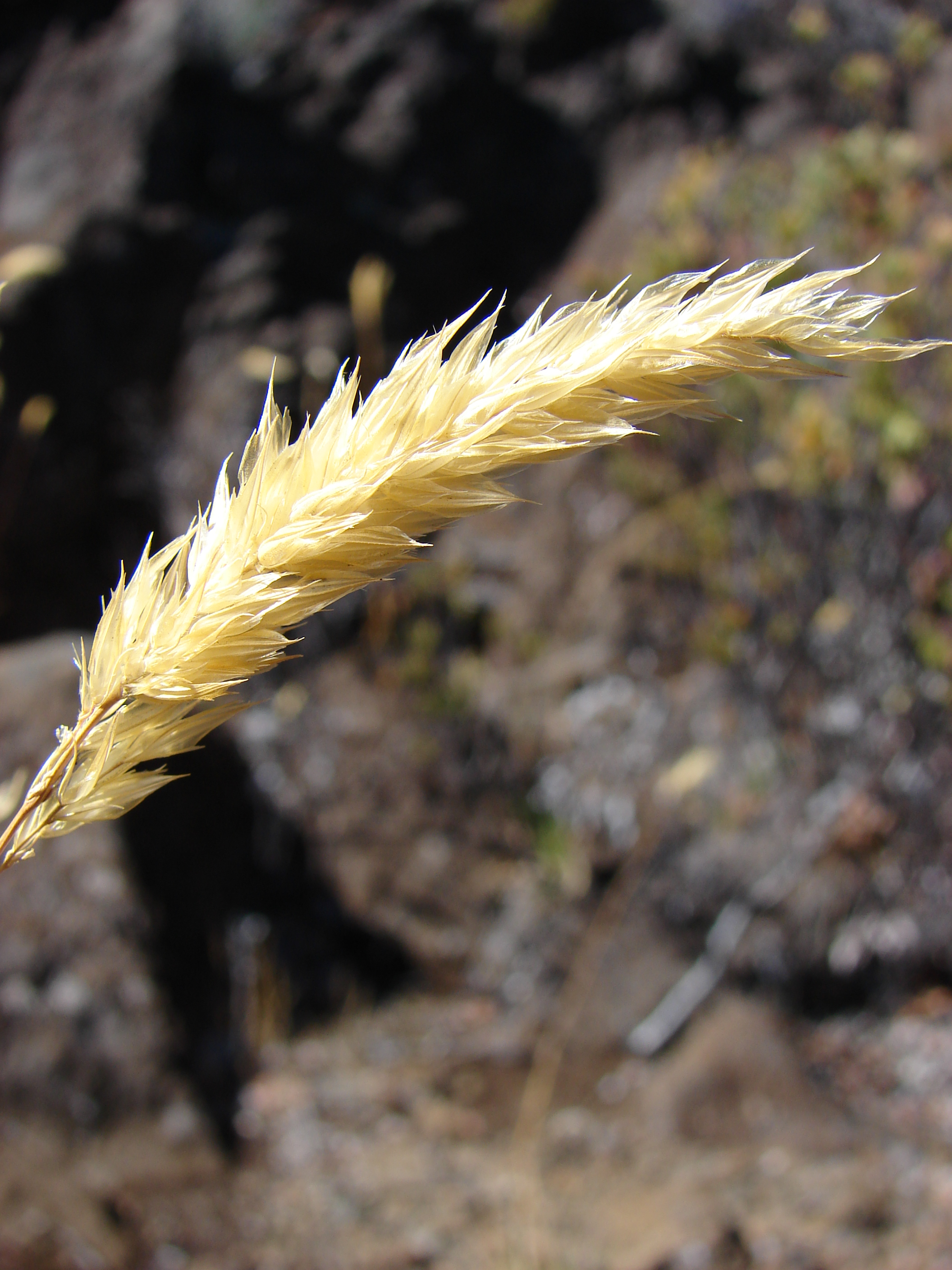
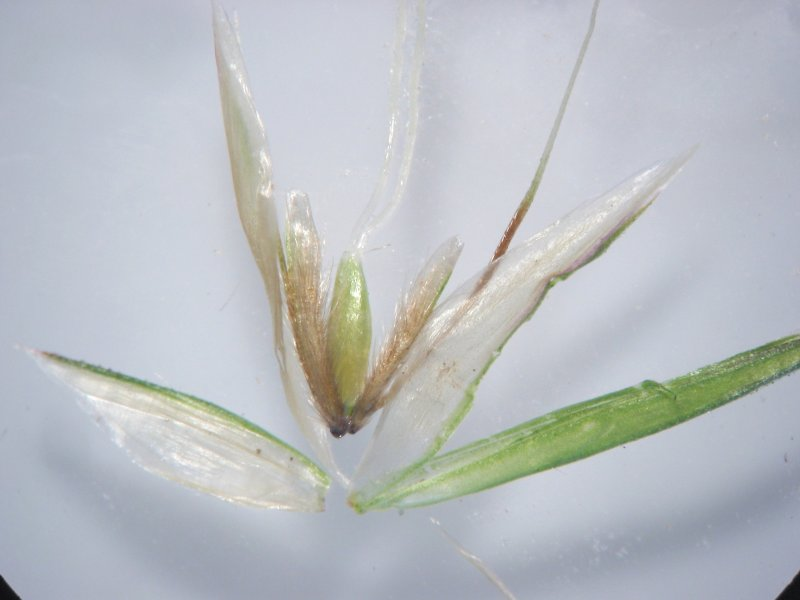
Termése szétbontva
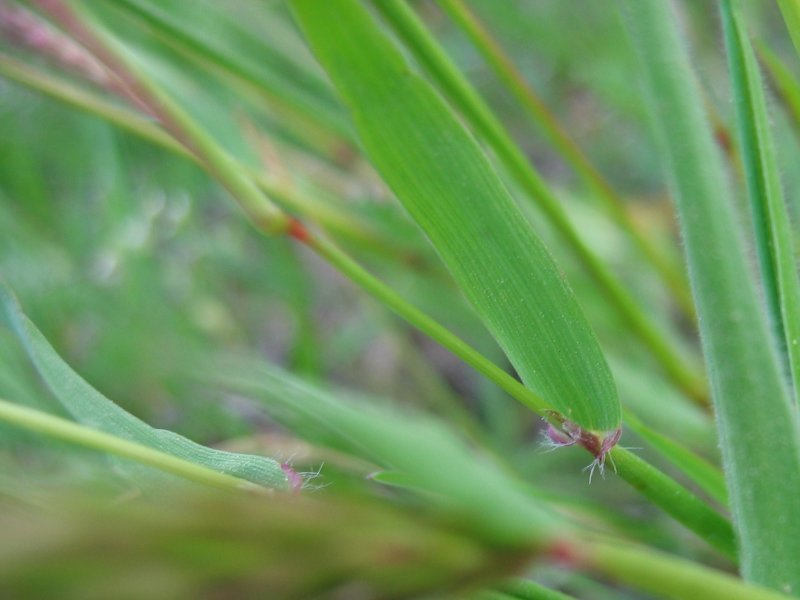
Levelei
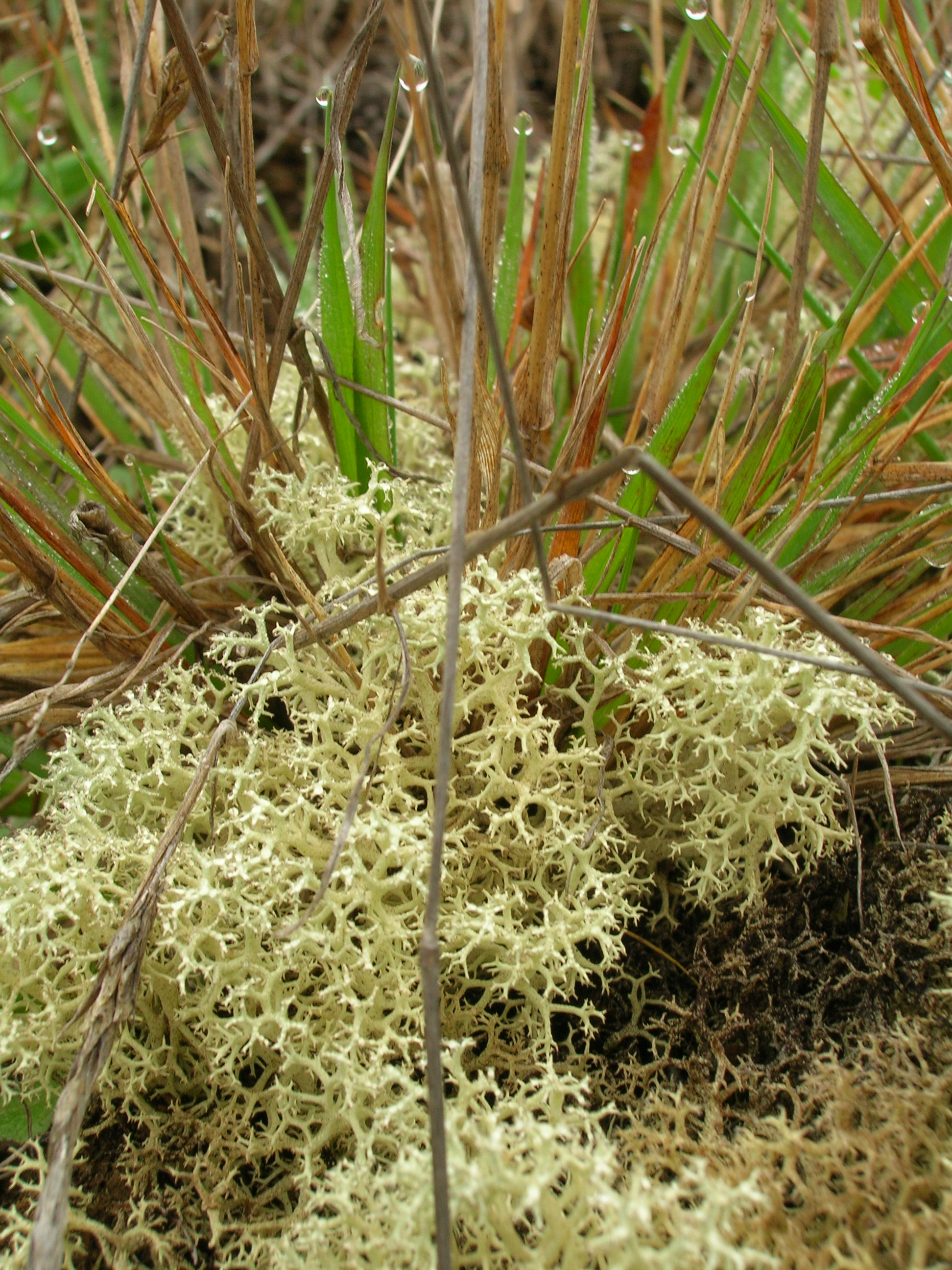
Zuzmóval társulva
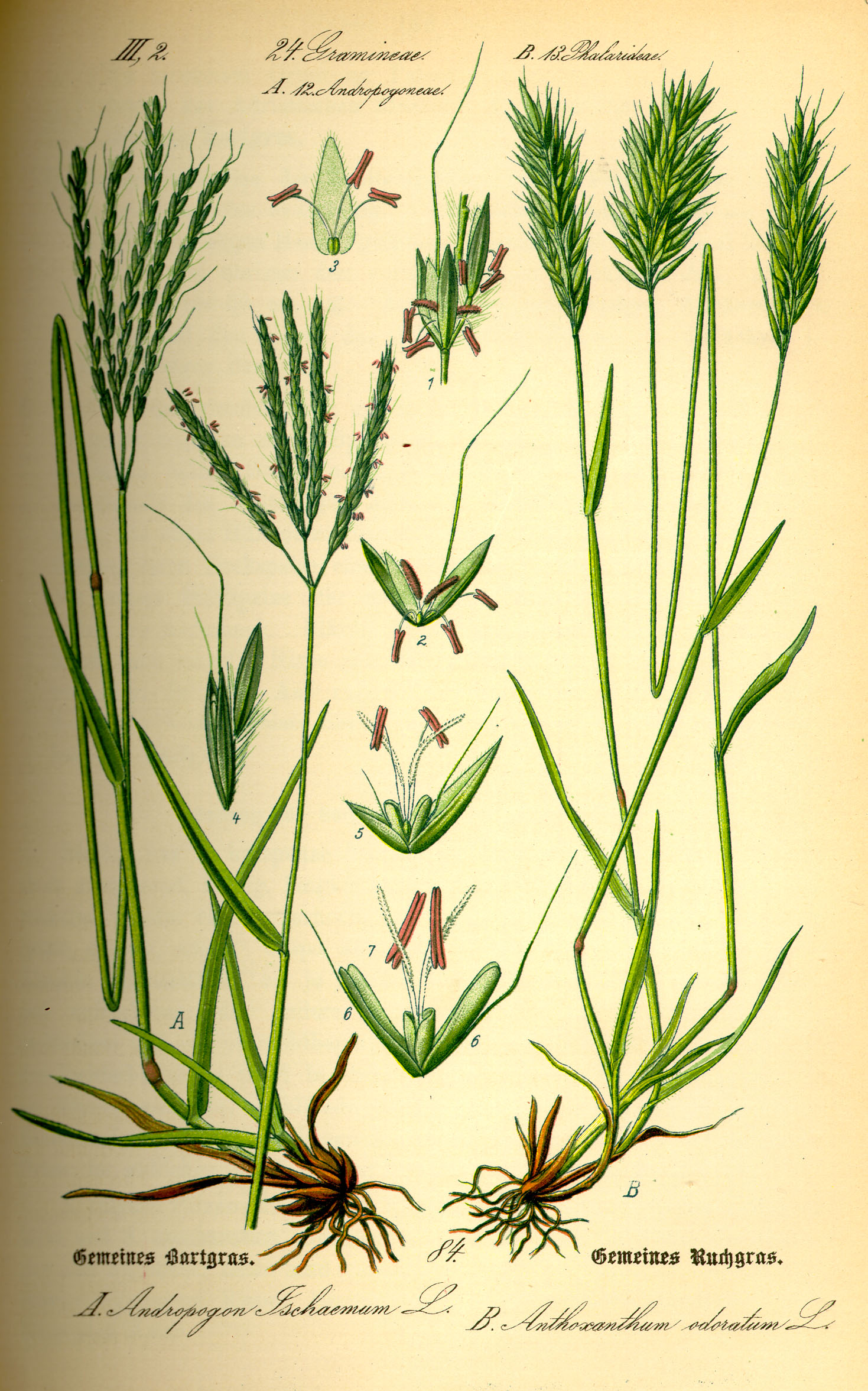
Rajz a növényről